# Uranotaenia orthodoxa
Uranotaenia orthodoxa är en tvåvingeart som beskrevs av Dyar 1921. Uranotaenia orthodoxa ingår i släktet Uranotaenia och familjen stickmyggor. Inga underarter finns listade i Catalogue of Life.